# 은유

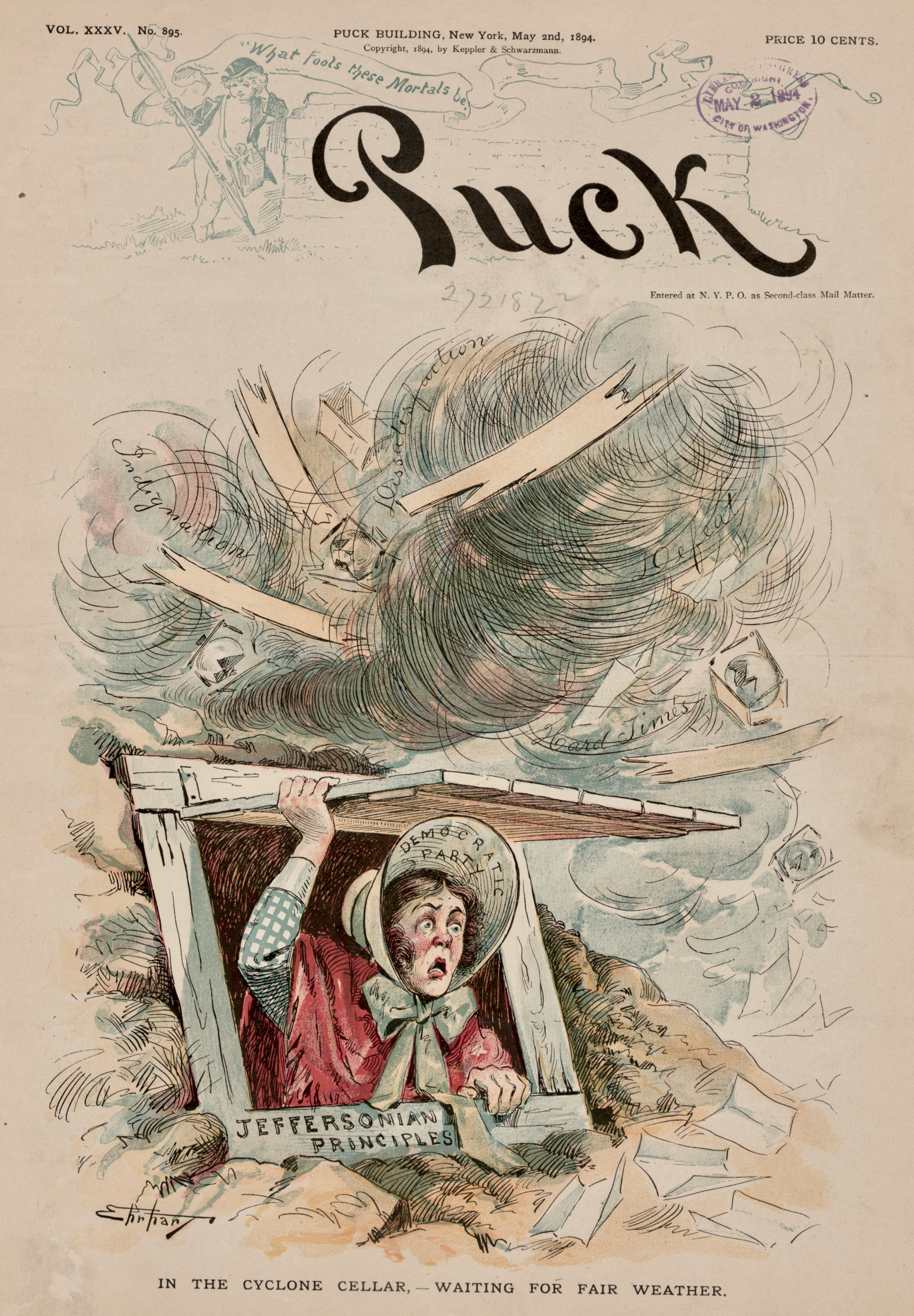

은유(隱喩, metaphor) 또는 암유(暗喩)는 직유보다 한 단계 발전된 비유법으로 사물의 본뜻을 숨기고 주로 보조 관념들만을 간단하게 제시한다. 직유법에서처럼 '~처럼' '~듯' 등의 연결어는 쓰이지 않는다. 예를 들어 '그대의 눈은 샛별같이 밝다'라는 표현은 직유지만 '그대의 눈은 샛별이다'라는 표현은 은유이다. 은근한 비유로 직유보다 더 인상적인 표현을 할 수 있는 것이 은유법이지만 은유를 남용하면 문맥이 어지럽고 문장의 뜻이 모호해질 수 있으므로 주의해야 한다. 은유는 뚜렷하게 어떤 사물을 다른 사물에 비교하는 직유(直喩, 예: 다람쥐와 같은 민첩성)에 대해서 본래의 의미를 표면에 나타내지 않고 비유만을 나타내는 표현법을 말한다. (a는 b이다)형식이다. (예：당신은 나의 태양이다).

## 같이 보기
- 직유
- 두운
- 낙타의 코
- 환유
- 언어의 기원
- 파타피직스
- 제유
- 유추

## 참고 문헌
- 이 문서에는 다음커뮤니케이션(현 카카오)에서 GFDL 또는 CC-SA 라이선스로 배포한 글로벌 세계대백과사전의 내용을 기초로 작성된 글이 포함되어 있습니다.